# Peter Higgs
Peter Ware Higgs (Newcastle upon Tyne, 29 maggio 1929 – Edimburgo, 8 aprile 2024) è stato un fisico britannico, Premio Nobel per la fisica nel 2013, condiviso con François Englert, per il suo lavoro sulla massa delle particelle subatomiche.
Laureatosi e specializzatosi presso il King's College di Londra, tenne la cattedra di fisica teorica all'Università di Edimburgo, diventando professore emerito nel 1996. Fu anche membro della Royal Society inglese.

## Biografia
Divenne principalmente noto per la proposta avanzata negli anni sessanta, all'interno della teoria elettrodebole, mirata a spiegare l'origine della massa delle particelle elementari in generale e dei bosoni W e Z in particolare. Il così noto "meccanismo di Higgs" predice l'esistenza di una nuova particella subatomica, denominata bosone di Higgs, e anche nota al grande pubblico, con disapprovazione di Higgs, col soprannome di "Particella di Dio". Peter Higgs, essendo ateo, presuppose che tale denominazione potesse offendere le persone di fede religiosa.
Higgs ebbe l'intuizione della sua teoria nel 1964, durante una passeggiata per le colline scozzesi del Cairngorm; tornato in laboratorio, dichiarò di aver maturato "una grande idea" ("one big idea").
Sebbene il bosone di Higgs non fosse stato ancora rivelato in esperimenti di accelerazione di particelle, il meccanismo di Higgs era già da tempo generalmente accettato come importante ingrediente del Modello standard e si prevedeva che il Large Hadron Collider presso il CERN di Ginevra, che ha iniziato a fornire dati dal novembre 2009, potesse verificarne l'esistenza.
Il 4 luglio 2012 il CERN annunciò, nell'ambito degli esperimenti ATLAS e CMS, l'osservazione di una particella compatibile con il bosone di Higgs. All'annuncio lo stesso Higgs, lì presente seduto nella platea dell'auditorium, accolse la notizia visibilmente commosso.
Per il suo notevole contributo alla fisica teorica, Peter Higgs venne decorato numerose volte con premi e riconoscimenti, tra i quali la medaglia Dirac e il premio Wolf per la fisica. Lo scienziato rifiutò però di ritirare quest'ultimo premio, gestito da una fondazione israeliana, dichiarando di non condividere la politica aggressiva mostrata da quel Paese nei confronti della Palestina.
L'8 ottobre 2013 venne insignito del premio Nobel per la fisica per la teorizzazione del bosone omonimo.
Morì a Edimburgo l'8 aprile 2024 all'età di 94 anni.